# 焦触
焦触（200年—220年），东汉末期袁绍军将领，后归降曹操。

## 生平
焦触本为袁绍军将领，在袁紹死後和张南一同叛變攻击袁尚和袁熙并迫使其投奔辽西乌桓，后自为幽州刺史，并归顺曹操，被封为列侯。不久发生袁绍余党赵犊、霍奴等攻杀幽州刺史之事。但220年曹魏《上尊号碑》上有焦触的名字，可见当时前后他仍在世，且已官居征虏将军、都亭侯。故被杀的幽州刺史并非焦触，而是曹操受焦触归降后另行任命的另一人。

## 艺术形象
《三国演义》描述赤壁之战前夕，曹孙水军先锋曾发动过试探性的进攻，结果韩当一枪刺死焦触，周泰砍张南于水中。《三国演义·第三十三回》称幽州刺史乌桓触，在白狼山之战时投降曹操。“乌桓触”一名疑为将《三国志·袁绍传》“熙、尚为其将焦触、张南所攻，奔辽西乌丸。触自号幽州刺史”错误断句为“熙、尚为其将焦触、张南所攻，奔辽西。乌丸触自号幽州刺史”所致，正史上应与焦触为同一人。